# Bathoen Gaseitsiwe
Bathoen Seepapitso Gaseitsiwe (Kanye, 18 de mayo de 1908 - Gaborone, 3 de octubre de 1990) conocido por su nombre real Bathoen II o popularmente como B2, fue un jefe tribal, jurista y político botsuano que fungió como jefe de la tribu Bangwaketse entre 1928 y 1969. Tras su renuncia y pase a la política civil, ejerció como presidente del Frente Nacional de Botsuana (BNF) entre 1969 y 1977, líder de la Oposición entre 1969 y 1984 y presidente del Tribunal de Apelaciones desde 1985 hasta su muerte en 1990. Representó a la circunscripción electoral de Kanye South en la Asamblea Nacional por cuatro mandatos consecutivos. Como líder del BNF, entonces segundo partido político más grande del país, fue el principal referente opositor al gobierno del Partido Democrático de Botsuana (BDP), encabezado por Seretse Khama y Quett Masire, durante las primeras dos décadas de independencia del país africano.
Educado en escuelas locales, luego enviado a Sudáfrica de 1919 a 1927 para recibir educación secundaria en Tiger Kloof y Lovedale College, Bathoen II asumió como jefe de la tribu Bangwaketse en 1928. Trabajó estrechamente con Tshekedi Khama, jefe de la tribu Bangwato, en la lucha por sostener el poder tribal por encima de la autoridad colonial británica. Fue Jefe Tribal Superior y presidente del Consejo Consultivo Conjunto. Opositor a la figura de Seretse Khama y su Partido Democrático de Botsuana (BDP), Bathoen firmó, aunque de manera reacia, un acuerdo para la redacción de una constitución y la independencia del protectorado de Bechuanalandia como República de Botsuana en septiembre de 1966. Descontento con lo que consideraba una erosión del poder tribal tradicional en el país y una democratización demasiado apresurada bajo el gobierno de Khama, Bathoen abdicó a su jefatura en julio de 1969, después de cuarenta años de reinado, y aceptó la propuesta del izquierdista Frente Nacional de Botsuana (BNF) de presentarse como candidato presidencial en las elecciones de 1969. Aunque el BDP retuvo su hegemonía electoral y el BNF demostró estar fuertemente confinado a la base tribal de Bathoen en el sur del país, Bathoen mismo derrotó al vicepresidente Quett Masire en la circunscripción de Kanye South por un margen abrumador, erigiéndose como líder de la oposición nacional.
Bathoen se mantuvo como líder de la Oposición en la Asamblea Nacional y fue reelegido en su circunscripción por abrumadoras mayorías en 1974, 1979 y 1984. Durante este período, mantuvo un conflicto persistente por el liderazgo de su partido con Kenneth Koma, miembro fundador y exponente del ala socialista del partido, convirtiendo al BNF en una inestable coalición entre tradicionalistas tribales y socialistas. Asimismo, durante gran parte del liderazgo de Bathoen los partidos opositores se vieron restringidos a bastiones étnicos y regionales, incapaces de establecer una contienda seria contra el BDP. Luego de las elecciones de 1984, en las cuales Koma desafió judicialmente con éxito el resultado en la circunscripción de Gaborone South y fue elegido miembro de la Asamblea en la elección parcial resultante, Bathoen le entregó el cargo de líder de la Oposición y se retiró del Parlamento al año siguiente. Fue designado presidente del Tribunal de Apelaciones al año siguiente, cargo que desempeñó hasta su muerte. Se mantuvo crítico tanto del gobierno como del liderazgo de Koma en el BNF, alentando la formación del Partido de la Libertad de Botsuana (BFP) a finales de la década de 1980, aunque no llegó a liderarlo. Falleció el 3 de octubre de 1990, a la edad de 82 años.